# Hiromichi Yoshida
Hiromichi Yoshida (japanisch 吉田 弘道 Yoshida Hiromichi; * 8. August 1999) ist ein japanischer Leichtathlet, der sich auf den Weitsprung spezialisiert hat.

## Sportliche Laufbahn
Erste internationale Erfahrungen sammelte Hiromichi Yoshida, der 2023 mit 8,26 m beim Seiko Golden Grand Prix siegte, im selben Jahr, als er bei den Weltmeisterschaften in Budapest mit 7,60 m in der Qualifikationsrunde ausschied.

## Persönliche Bestleistungen
- Weitsprung: 8,26 m (+1,0 m/s), 21. Mai 2023 in Yokohama
  - Weitsprung (Halle): 7,60 m, 2. Februar 2020 in Osaka